# Cmentarz przy ul. Elbląskiej w Braniewie
Cmentarz przy ul. Elbląskiej w Braniewie – najmłodszy, a zarazem największy cmentarz komunalny w Braniewie.
Cmentarz został otwarty 23 sierpnia 1986 roku. W 2014 roku na cmentarzu pochowane były 2632 osoby. Alejki główne są utwardzone płytami betonowymi i częściowo trylinką, zaś drogi pomiędzy grobami stanowią alejki ziemne. Cmentarz posiada dwa letnie ujęcia wody z sieci wodociągowej. Przed bramą główną jest parking o utwardzonej nawierzchni oraz obiekty handlowe z kwiatami. W latach 1997–2023 przy cmentarzu znajdował się charakterystyczny dom przedpogrzebowy w kształcie piramidy. W związku z kończącym się miejscem na nowe groby w 2018 roku na cmentarzu przeprowadzone zostały prace ziemne w zakresie powiększenia terenu cmentarza, odwodnienia oraz wykonania alejek cmentarnych.
Cmentarz sąsiaduje z największą w Europie nekropolią żołnierzy Armii Czerwonej, którzy polegli w II wojnie światowej (spoczywają tam szczątki około 31 tys. żołnierzy).

## Dom przedpogrzebowy w kształcie piramidy
Na początku 1992 dotychczasowy dom pogrzebowy mieszczący się przy ul. Kościuszki w Braniewie został zlikwidowany, a obiekt 16 lutego 1992 został przekazany grekokatolikom na cele sakralne (obecna cerkiew św. Trójcy). W tym samym roku na zlecenie Urzędu Miasta w Braniewie rozpisano konkurs na projekt nowego obiektu o takim przeznaczeniu. Konkurs wygrali łódzcy architekci: Jolanta Kepler i Marek Solnica. Unikatowy kształt budowli w formie piramidy (czworościanu) miał tworzyć charakter uniwersalny dla zmarłych wszystkich wyznań. Budowę rozpoczęto w grudniu 1994 roku, lecz prace z powodów trudności finansowych w miejskiej kasie przeciągały się w czasie.
Dom przedpogrzebowy został oddany do użytku 9 stycznia (lub 7 marca) 1997 roku, ale prace wykończeniowe obiektu prowadzono jeszcze do roku 2000. Była to druga piramida w województwie warmińsko-mazurskim, pierwszą znaną była piramida w Rapie. Konstrukcja braniewskiej budowli została wykonana z żelbetonu i murowanych z cegły ścian, posiadała powierzchnię zabudowy 346,16 m² i kubaturę 1212 m³. Najważniejszą rolę w piramidzie spełniała strefa przechowywania i przygotowania zwłok wraz z chłodnią. Ponadto piramida posiadała strefę przeznaczoną do sprawowania ceremonii pogrzebowych oraz część socjalną. Koszt całej inwestycji wyniósł pomiędzy 300 tys. a 950 tys. złotych. Zarządcą domu przedpogrzebowego była Administracja Budynków Mieszkalnych w Braniewie.
Ta budowla budziła od początku kontrowersje, była krytykowana między innymi ze względu na niedogodną lokalizację na obrzeżach miasta. Z tego modernistycznego obiektu zaprzestano korzystać w 2001 roku – od kiedy działalność w mieście rozwinęły prywatne firmy pogrzebowe. Od tego czasu piramida pozostawała nieużytkowana, niszczała i stopniowo popadała w ruinę. Ostatecznie w 2023 roku burmistrz Braniewa podjął decyzję o rozebraniu tej budowli. Koszt rozbiórki wyniósł prawie 72 tys. złotych. Piramida zniknęła z krajobrazu miasta w październiku 2023 roku.

## Pochowani na cmentarzu przy ul. Elbląskiej w Braniewie
- Jan Burzawa (1921–1996) – major Wojska Polskiego, uczestnik szlaku bojowego do Berlina, odznaczony Orderem Virtuti Militari
- Władysław Młodzianowski (1925–2018) – porucznik Wojska Polskiego, uczestnik szlaku bojowego do Berlina, odznaczony Orderem Virtuti Militari
- Czesław Staszczyński (1936–2016) – piłkarz i pierwszy trener Zatoki Braniewo, wieloletni szkoleniowiec drużyn młodzieżowych, animator sportu, organizator imprez sportowych i turniejów
- Jan Szczygieł (1902–1991) – major Wojska Polskiego, uczestnik I i II wojny światowej, odznaczony Orderem Virtuti Militari
- Stefan Wiśniewski (1924–2009) – porucznik Wojska Polskiego, żołnierz Polskich Sił Zbrojnych na Zachodzie, po wojnie nauczyciel i organizator szkolnictwa w powiecie braniewskim, działacz społeczny i kombatancki
- Andrzej Zieliński (1954–2023) – artysta malarz, animator kultury w Braniewie

## Galeria zdjęć

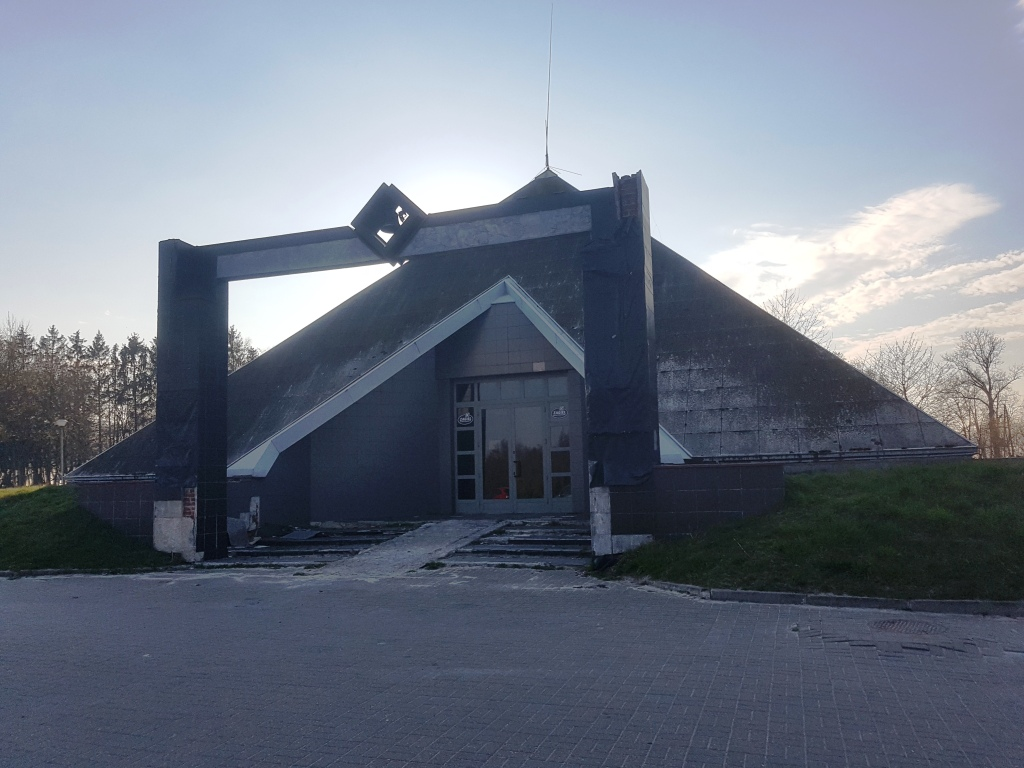
Dom przedpogrzebowy w kształcie piramidy
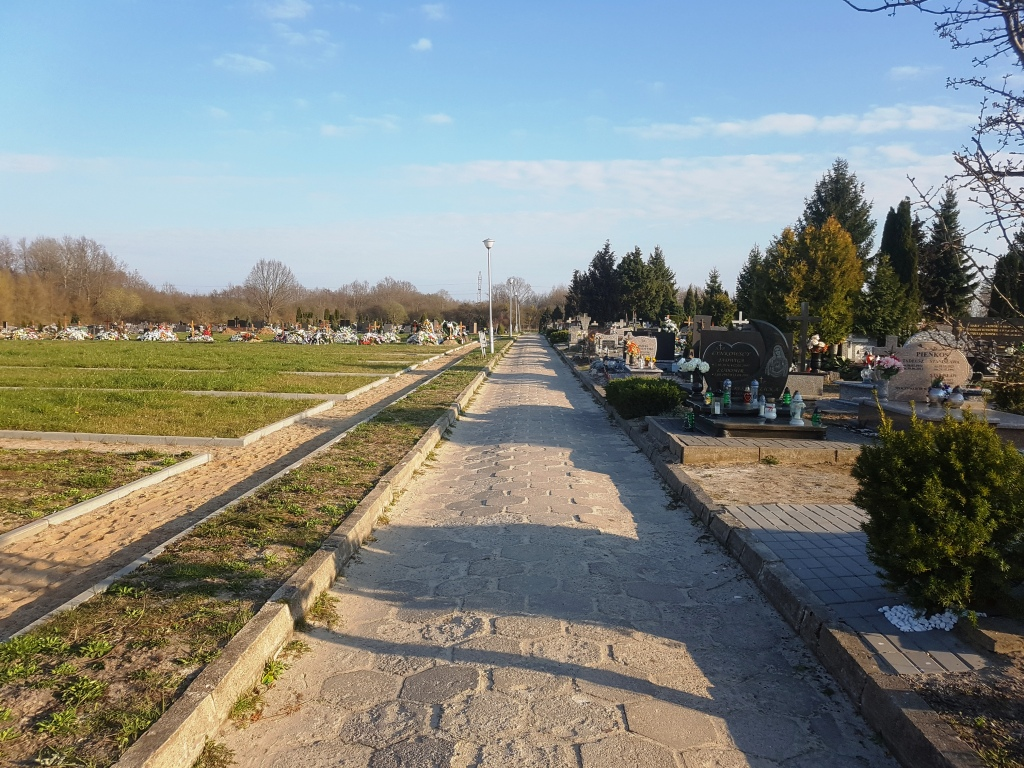
Główna alejka cmentarza wyłożona trylinką
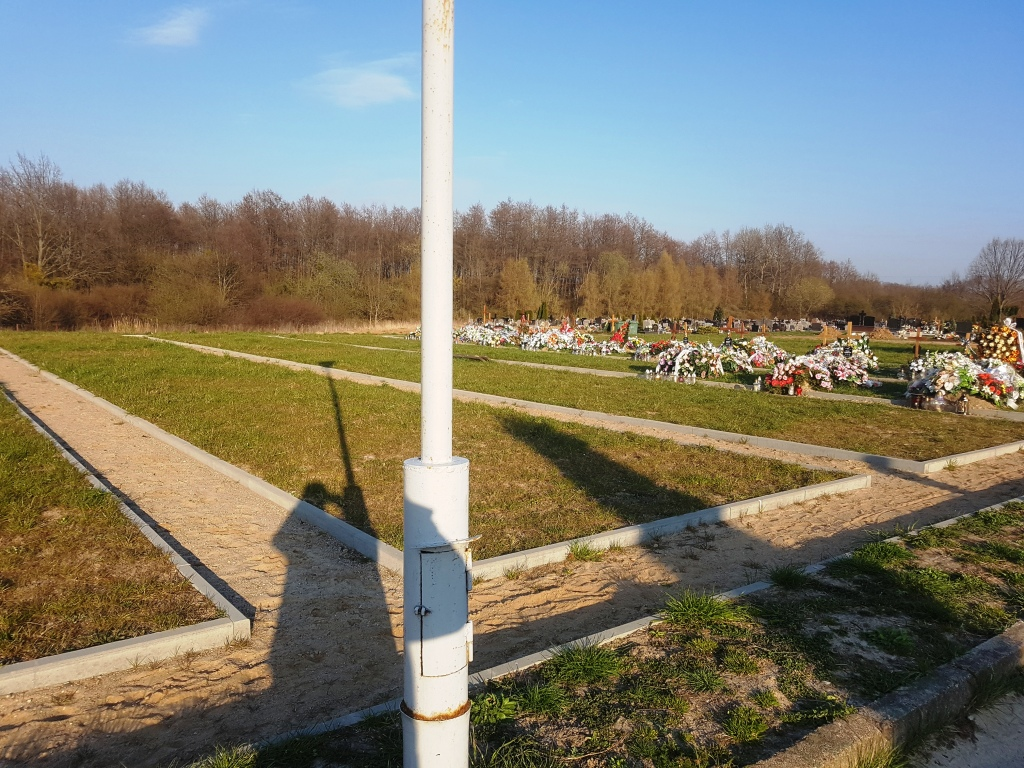
Alejki na nowej części cmentarza z 2018 roku
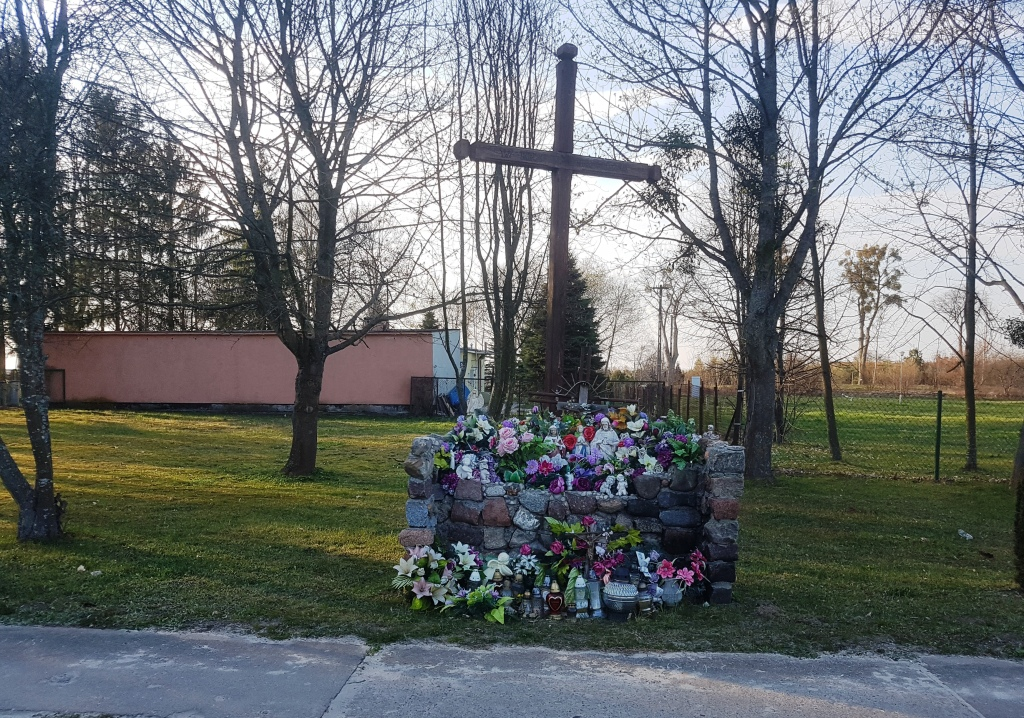
Mała kapliczka cmentarna

## Dojazd
Cmentarz znajduje się przy wjeździe do Braniewa, przy ul. Elbląskiej, przy drodze wojewódzkiej nr 504: Elbląg – Frombork – Braniewo.